# Emo rap
El emo rap o rap emo, es un género de fusión de hip hop y emo que se originó en la escena del Mumble rap a mediados de la década de 2010. El género fusiona características de la música hip hop, como ritmos y rap, con los temas líricos, instrumentales y vocales que se encuentran comúnmente en la música emo.

## Características

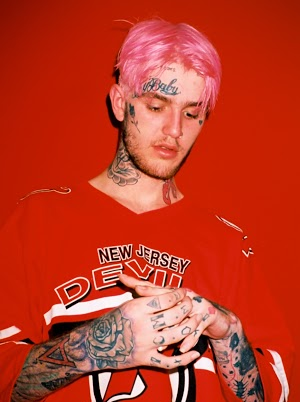
El rapero emo Lil Peep

Las publicaciones han descrito que el emo rap tiene influencia del hip hop, emo, rap rock, trap, pop punk, nu metal, indie rock, post-hardcore y cloud rap.
El rap emo se aparta de los tonos "tradicionales" que se encuentran en el hip hop convencional moderno en favor de un contenido lírico más emocional y personal,  descrito por el Wall Street Journal como "señalar a los mayores". Las letras tienden a centrarse en temas como depresión, soledad, ansiedad,  abuso de drogas, nihilismo, suicidio, desamor y automedicación. El género se caracteriza por su combinación de elementos musicales que se encuentran comúnmente en el rap conciencia con instrumentales de indie rock, pop punk y emo Sample que a menudo en la década de los 2000 utilizaba canciones. Gran parte del sample ha sido influenciado por artistas que inspiraron el género, como American Football y Brand New. Algunos raperos emo también utilizan instrumentación original.
A los fanáticos de la música a veces se les llama "muchachos tristes", en referencia al grupo musical del mismo nombre del rapero emo Yung Lean.

## Historia

### Década de 2000: precursores
Antes de que el emo rap se solidificara como género, los críticos aplicaron el término a raperos como Joe Budden, Kanye West y Drake debido a sus estilos emocionales de escritura lírica. El rapero estadounidense Slugafirmó en 2017 que inventó el nombre "emo rap" en un artículo de la revista IR de 1997. La música del rapero alemán Casper, que fue influenciada tanto por el hip hop como por bandas Give up the Ghost, Modern Life is War y Grave Digger, fue referido a menudo como "rap emo" al principio de su carrera. El escritor del medio de comunicación HuffPost, Kia Makarechi, describió al grupo estadounidense Hollywood Undead como "emo-rap grosero" en un artículo de 2012.
Además entre la década de 1990 y principios de la de 2010, hubo una serie de cruces importantes entre la escena del hip hop y la escena emo y pop punk. El grupo musical Zebrahead ha estado tocando un estilo de música que presenta al vocalista Ali Tabatabaee rapeando sobre instrumentos de pop punk desde la formación de la banda en 1995. El rapero MC Lars ha estado haciendo uso de muestras y referencias a canciones emo y pop punk en su música desde su Álbum debut de 2004. La banda de pop punk Good Charlotte, a menudo declaró que tomaron influencia del hip hop y en 2007 lanzaron el álbum Greatest Remixes., que consistió en varias de sus canciones publicadas anteriormente que fueron remezcladas por músicos de hip hop y pop punk como Jay E, Patrick Stump, Marshall Goodman y William Beckett . En 2005, Stump y Pete Wentz fundaron DCD2 Records, que contrató a artistas emo y hip hop que a menudo colaboraban y giraban juntos. Los firmantes de DCD2 Cobra Starship y Gym Class Heroes también fusionaron elementos de ambos géneros. En 2006, el rapero Kanye West remezcló la canción This Ain't a Scene, It's an Arms Race de la banda de emo pop Fall Out Boy. Fearless Records lanzó el álbum Punk Goes Crunk en 2008, que estaba compuesto por músicos emo y pop punk que cubrían canciones populares hip hip. La banda emo Framing Hanley hizo una versión de la canción Lollipop del rapero Lil Wayne en 2008 y Lil Wayne pasó a colaborar con la banda de pop punk Weezer en 2011, en la canción Can't Stop Partying. También en 2012, la prominente banda de pop-punk blink-182 presentó al rapero Yelawolf en la canción Pretty Little Girl la cual forma parte de su EP Dogs Eating Dogs. Esta fue la primera vez que la banda utilizó alguna forma de influencia del rap en su música.

### Década de 2010: popularidad y muertes
El rap emo fue iniciado por Bones, cuyos videos musicales grabados en VHS y producción oscura y estética fueron tan influyentes en el hip hop underground de la época que Dazed lo describió como el "rey del rap underground". En 2012 los miembros de Thraxxhouse, un subgrupo de Raider Klan, formaron GothBoiClique (GBC),  con la intención de establecer conexiones entre las escenas emo, trap, dark wave, black metal e indie rock. El estilo de rap emo de GBC influyó en franjas de artistas en las escenas subterráneas de emo y hip hop en SoundCloud, con Lil Lotus, Lil Peep y Lil Tracy, todos citan al grupo como una influencia y los dos últimos incluso eventualmente se convierten en miembros. Durante este tiempo, un espíritu de bricolaje llegó a definir el género, hasta el punto de que cuando Shinigami lanzó su álbum debut Luna en Spotify, fue ridiculizado como un vendido, debido a la capacidad del servicio de transmisión para monetizar.

El rapero emo Lil Skies

En 2017 la canción de Lil Uzi Vert XO Tour Llif3 se convirtió en un gran éxito. La canción es caracterizada como emo hip hop debido a que sus letras se refieren al suicidio y las crisis emocionales, alcanzó el número siete en el Billboard Hot 100. En agosto de 2017, xxxtentacion lanzó su álbum debut 17 con el sencillo protagonista Jocelyn Flores que aborda el suicidio de una amiga muy cercana y Lil Uzi Vert lanzó su álbum de estudio debut Luv Is Rage 2. El lanzamiento de ambos proyectos y su punto más alto en el Billboard 200 se convirtieron en momentos decisivos para el rap emo en la corriente principal. Al mismo tiempo, Pitchfork calificó a Lil Peep como el "futuro del emo" en enero de 2017 y se presentó como un pionero del renacimiento emo de The Guardian.
En noviembre de 2017, Lil Peep murió de una sobredosis de xanax. Poco después, el álbum de estudio debut Come Over When You're Sober, Pt. 1 y el sencillo principal Awful Things fue figura en las listas de Billboard. Su muerte trajo una mayor notoriedad al género en su conjunto y particularmente a artistas como Trippie Redd y Lil Aaron. En junio de 2018, xxxtentacion fue asesinado y al igual que Peep, sus álbumes 17 y ? graficaron la semana siguiente, junto con su exitosa canción SAD!, alcanzando el primero en el Billboard Hot 100. El mismo año el emo rap fue el género musical de más rápido crecimiento en Spotify en 2018. En diciembre de 2019 Juice Wrld murió después de sufrir un ataque inducido por una sobredosis de oxicodona y codeína. Fue más conocido por las canciones All Girls Are the Same y Lucid Dreams, esta última alcanzó el puesto número dos en el Billboard Hot 100 en 2018  y regresó a la lista en 2019 a ubicarse en el número ocho después de su muerte.
En 2018 y 2019 los notables raperos emo 24kGoldn, Poorstacy, The Kid Laroi, Powfu e Iann Dior fueron firmados por sellos donde lanzaron sus EP de debut. El 8 de febrero de 2020 Powfu lanzó su sencillo Death Bed (Coffee for Your Head) con Beabadoobee, que alcanzó el puesto número uno en la lista de Hot Rock / Alternative Songs de Estados Unidos. El 24 de julio de 2020 Diorr y 2kGoldn lanzaron la canción Mood que en enero de 2021 fue certificada triple platino.
Forbes describió el 2020 como "El año en que los artistas de rap gobiernan las listas de rock", mientras que el escritor de la revista Spin, Al Shipley, describió la fusión del pop punk y el rap como el "monstruo comercial" de 2020.

## Influencia
La popularidad del rap emo llevó a varios músicos convencionales a incorporar elementos de este generó en su música a finales de la década de 2010 y principios de la de 2020. 
Algunos de los artistas notables incluyen a Justin Bieber, Ariana Grande y Miley Cyrus.
El rap emo, junto con estilos como cloud rap, trap, dubstep, trance, chiptune y la música pop influyeron en el desarrollo del género hiperpop. El género ganó la atención generalizada a finales de la década de 2010 y principios de la de 2020 a través de artistas como 100 Gecs , Charli XCX y Dorian Electra.
El género también provocó un renovado interés por el pop punk en la corriente principal. Este interés llevó al renacimiento del pop punk de la década de 2020. En particular, el álbum de Machine Gun Kelly, Tickets to My Downfall fue descrito por el Evening Standard como "cerrar la brecha" entre las escenas contemporáneas de pop punk y emo rap. Durante este tiempo, varios raperos emo como Trippie Redd, Lil Tracy, Cold Hart, Lil Aaron y 24kGoldn  también comenzó a lanzar álbumes y canciones de pop punk.